# Dynodorcus curvidens meeki
Dynodorcus curvidens meeki es una subespecie de coleóptero de la familia Lucanidae.

## Distribución geográfica
Habita en Nueva Guinea.